# Mäuseklippe

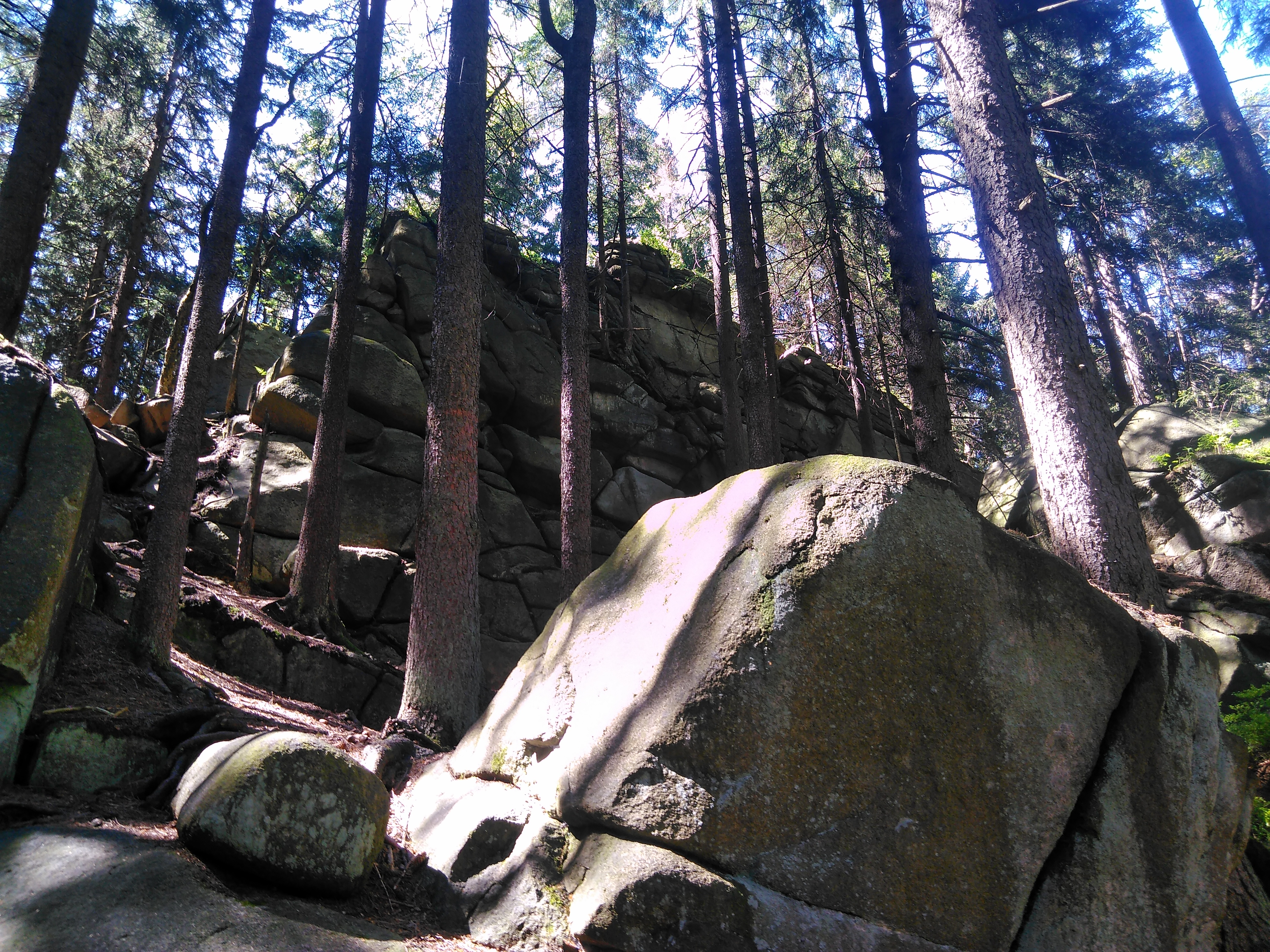
Mäuseklippe

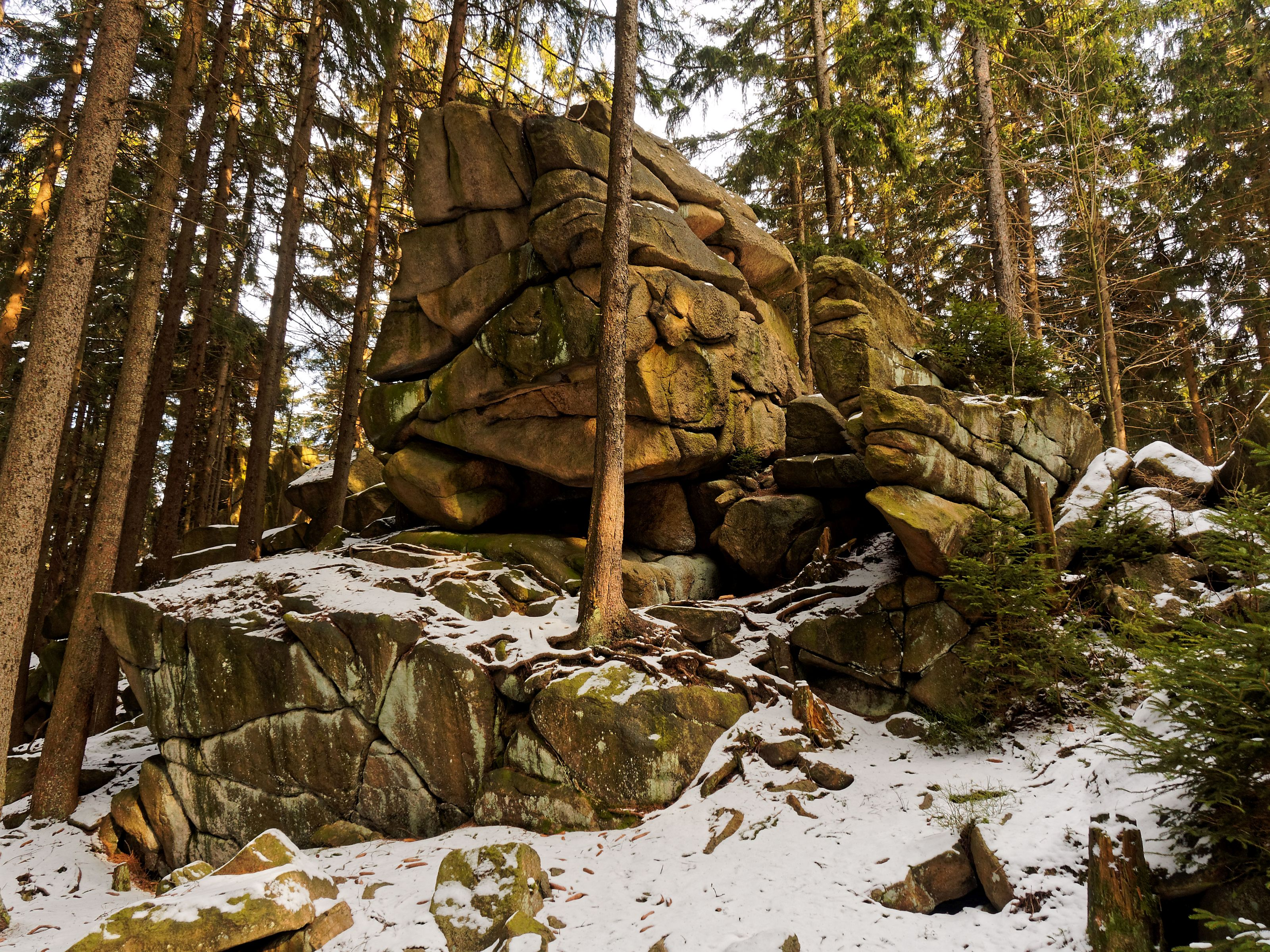
Nordwestseite der Mäuseklippe

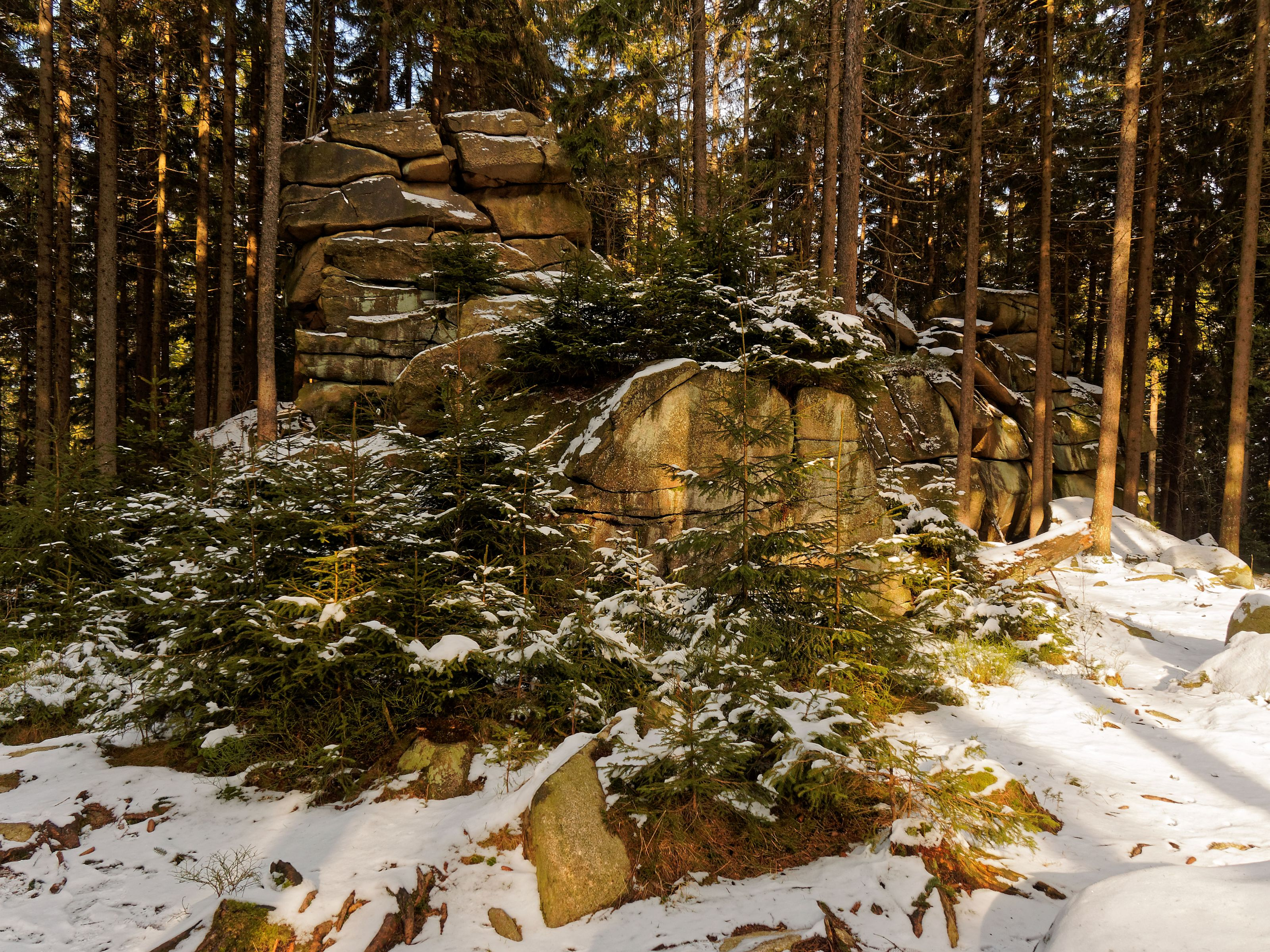
Westseite der Mäuseklippe

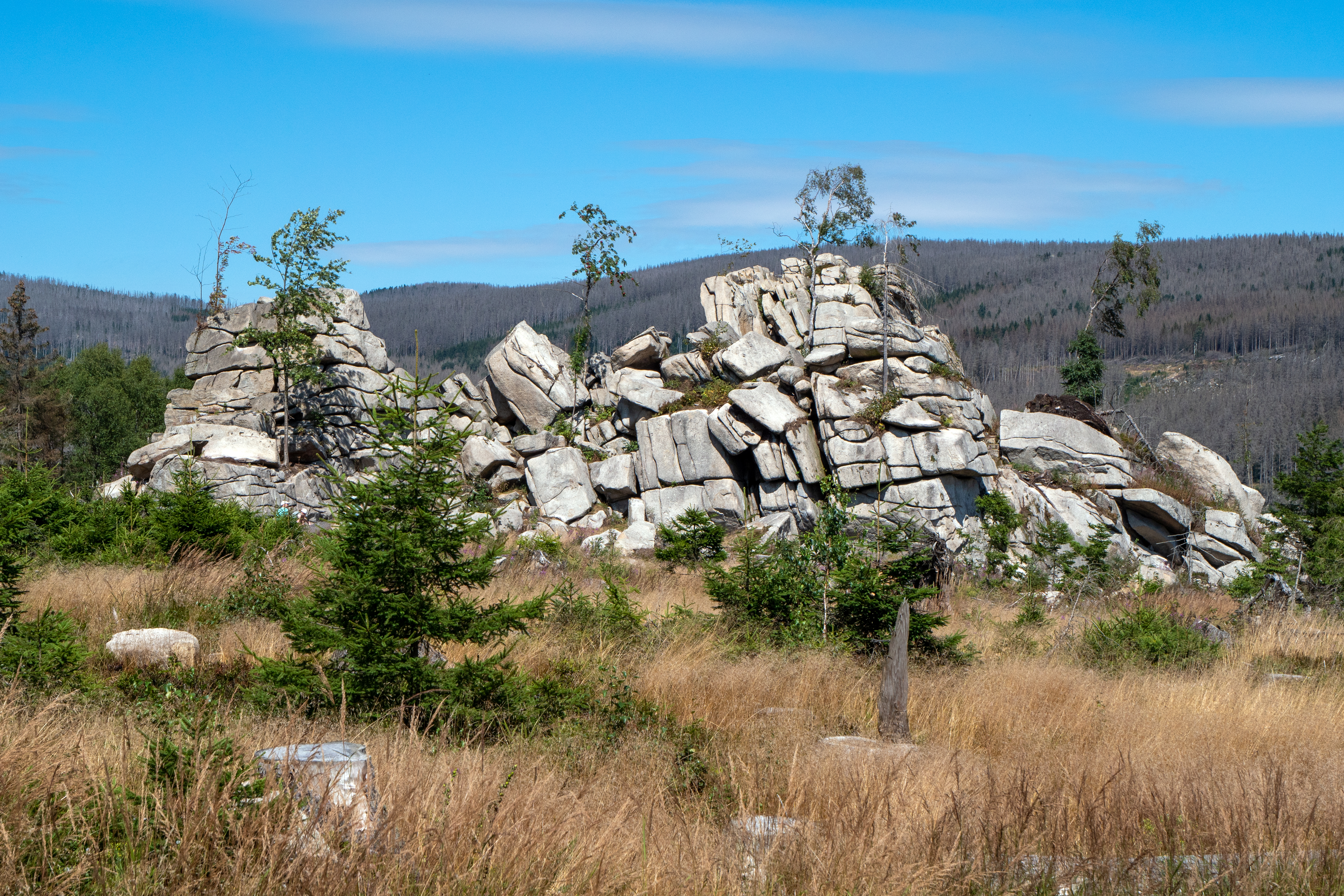
Mäuseklippen bei Schierke

Die Mäuseklippe, auch Mauseklippe genannt, ist eine Felsformation aus Granit im Harz. Sie liegt nahe Schierke im sachsen-anhaltischen Landkreis Harz. Wie an vielen Harzer Granitfelsen ist auch hier die typische Wollsackverwitterung zu erkennen.

## Geographische Lage
Die Mäuseklippe liegt im Hochharz im Naturpark Harz/Sachsen-Anhalt. Sie befindet sich 0,8 km südlich von Schierke, ein Ortsteil von Wernigerode, und 2,2 km nordwestlich von Elend, ein Ortsteil von Oberharz am Brocken, auf etwa 660 m ü. NHN auf der Nordwestflanke des bewaldeten Barenbergs (695,5 m); die Klippe gehört zum Stadtgebiet von Wernigerode. Die Landschaft fällt nach Nordosten in das Tal der Kalten Bode ab, die vom nordwestlich vorbei an der Formation laufenden Kleinzufluss Braune Wasser gespeist wird. In südöstlicher Nachbarschaft liegen, etwas näher am Barenberg, die Schnarcherklippen und südwestlich die Scherstorklippen.

## Wandern und Klettern
Von Schierke ist die Mäuseklippe leicht über den Harzwanderweg 30E (gelbes Dreieck) zu erreichen. Die Formation dient als Kletterfelsen. Von den leicht besteigbaren Klippen besteht eine Aussicht auf den Renneckenberg und auf den Brocken.